# 廖家洼排水渠
廖家洼排水渠，是中华人民共和国河北省沧州市东部地区直接入海的排水干渠，开挖于1958年，1965-1967年进行了扩建和治理。排水渠起自沧县张官屯乡刘成庄村以西，向东流至旧州镇北关村转东北流，过风化店乡大白冢村以北后出沧县，进入黄骅市境，继续东北流经黄骅市滕庄子镇、羊三木回族乡、南大港管理区（属沧州渤海新区管辖），于南大港一分区马营村东北转东南流7千米后，沿南排河北侧与之并行向东北流，于南排河镇以南注入渤海。渠长86千米，设计流量68.7立方米每秒，汇流面积673平方千米。水渠两岸地形平坦，为滨海平原区。